# 兵庫県道504号雪彦山線
兵庫県道504号雪彦山線（ひょうごけんどう504ごう せっぴこさんせん）は、兵庫県姫路市を通る一般県道である。

## 概要
姫路市夢前町山之内戊の雪彦山から兵庫県道411号山之内莇野姫路線交点に至る。

### 路線データ
- 起点：姫路市夢前町山之内戊
- 終点：姫路市夢前町山之内戊（夢前町山之内交差点[注釈 1]、兵庫県道411号山之内莇野姫路線交点）
- 総延長：3.371 km

## 地理
起点で接続する林道を介して、兵庫県道8号加美宍粟線の坂の辻峠付近にアクセス可能。ただし、全線で急勾配・急カーブが多くカーブミラーも少ないため、走行には注意が必要。また、悪天候時には通行止めとなり、付近に迂回できる道路もないため、通行前には事前に県ホームページなどで調べた方が良い。

### 通過する自治体
- 姫路市

### 交差する道路
| 交差する道路                  | 交差する場所   | 交差する場所              |
| ----------------------------- | -------------- | ------------------------- |
| 兵庫県森林基幹道雪彦峰山線    | 夢前町山之内戊 | 起点                      |
| 兵庫県道411号山之内莇野姫路線 | 夢前町山之内戊 | 夢前町山之内交差点 / 終点 |

### 沿線
- 雪彦山